# Jazbin Vrh
Jazbin Vrh je naselje v Občini Šentjur.